# 安蒂·许韦里宁
安蒂·许韦里宁（芬蘭語：Antti Hyvärinen，1932年6月21日—2000年1月13日），芬兰男子跳台滑雪运动员。他曾代表芬兰参加1952年和1956年冬季奥林匹克运动会跳台滑雪比赛，获得一枚金牌。